# Гусева, Клара Ивановна
Кла́ра Ива́новна Гу́сева (в замужестве Не́стерова; 8 марта 1937, Пичер, Воронежская область — 12 мая 2019, Москва) — советская конькобежка, заслуженный мастер спорта СССР (1960). Чемпионка зимних Олимпийских игр 1960 года в беге на 1000 м, серебряный призёр чемпионата СССР в многоборье (1960).

## Биография
Родилась 8 марта 1937 года в селе Пичер Рассказовского района Воронежской области (Тамбовская область с 27.09.1937), когда её мать была в командировке по работе. Так как она родилась 8 марта, назвали её в честь Клары Цеткин.
Всё своё детство и юность прожила в Рязани, где с ранних лет любила кататься на коньках. Она совершенно случайно попала в школьную команду на местных соревнованиях и даже одержала победу на одной из дистанций, после чего в 1954 году начала профессионально заниматься конькобежным спортом у Николая Филиппова в спортивном комплексе «Спартак».
Уже через год, в 1955 году, заняла первое место в областных соревнованиях по бегу на коньках на дистанции 3 000 м. В том же году, получив второй спортивный разряд, одержала победу в зональных соревнованиях юношеского первенства РСФСР. После поступления в Институт физкультуры она стала тренироваться у тренера Елены Петровны Степаненко. В 1957 году получила звание мастер спорта СССР и дебютировала на чемпионате страны, а вскоре её заметил тренер национальной сборной Константин Кудрявцев.
В 1959 году окончила Московский государственный институт физической культуры имени Иосифа Виссарионовича Сталина и вернулась в Рязань, где приступила к работе в качестве тренера-преподавателя по конькобежному спорту в Рязанском ДСО «Спартак». В 1960 году выиграла серебряную медаль в многоборье и отправилась впервые в Швецию на чемпионат мира в Эстерсунде, где победила на дистанции 1000 метров, но упала на 500-метровке и заняла только 15 место. Спустя месяц участвовала в зимних Олимпийских играх в Скво-Вэлли.
Это были первые Игры, где в программе было скоростное катание женщин на коньках. На дистанции 500 м Клара была 6-й, на следующий день на дистанции 1500 м была 4-й. Спустя день она бежала в первой паре на дистанции 1000 м и установила новый олимпийский рекорд — 1:34.1 сек. Никто не смог пробежать лучше, и Гусева стала олимпийской чемпионкой. По окончании Олимпиады её имя внесли в Книгу почета Центрального совета Союза спортивных обществ и организаций СССР, и присвоили звание «Заслуженный мастер спорта СССР». 
В 1961 году стала 5-й в многоборье на чемпионате мира в Тёнсберге, заняв 3-е место на дистанции 1000 метров. После Клара вышла замуж за Юрия Васильевича Нестерова, сменила фамилию и родила ребёнка, пропустив сезон 1961/1962. Спорт немного отошёл на второй план, а результаты стали ухудшаться. Поэтому сенсацией стала её победа на чемпионате СССР 1963 года на дистанции 3000 метров и она отправилась на свои вторые зимние Олимпийские Игры в Инсбруке в 1964 году, но медалей не завоевала, став 4-й на 3000 м из-за сломанной холодильной установки. Лёд быстро таял, не оставляя шансов на успех тем, кто стартовал в поздних номерах.
На чемпионатах СССР Гусева не поднималась выше 6-го места и в 1967 году завершила карьеру спортсменки. Позднее, в связи с переводом на работу в ЦК ВЛКСМ, семья переехала в Москву. Клара Ивановна работала тренером-преподавателем по конькобежному спорту на кафедре физвоспитания МГУ, в ДЮСШ «Спартак», преподавателем физкультуры и методики преподавания физвоспитания в Московском педагогическом училище № 12.
В апреле 1992 года вышла на пенсию, с 1995 по 2001 год преподавала физическое воспитание в одном из детских садов Москвы. 

## Гибель
Трагически погибла 12 мая 2019 года: на проспекте Вернадского на пешеходном переходе в Москве её сбил автомобиль. Врачи спасти олимпийскую чемпионку не смогли. Похоронена на Западном Хованском кладбище Москвы.

## Награды
- Орден «Знак Почёта» (16.09.1960) — за успешные выступления в XVII летних и VIII зимних Олимпийских играх 1960 года, а также за выдающиеся спортивные достижения[11];
- Почётный знак «За заслуги в развитии Олимпийского движения в России»[3][12];
- Почётный знак «За заслуги перед обществом «Спартак»[12];
- Почётный гражданин Рязанской области (2007) — за большой личный вклад в пропаганду здорового образа жизни среди подрастающего поколения Рязанской области[12].